# Kočarija
Kočarija (Duits: Kotscharia) is een plaats in Slovenië en maakt deel uit van de gemeente Kostanjevica na Krki in de NUTS-3-regio Spodnjeposavska. De plaats telde 76 inwoners op 1 januari 2020.

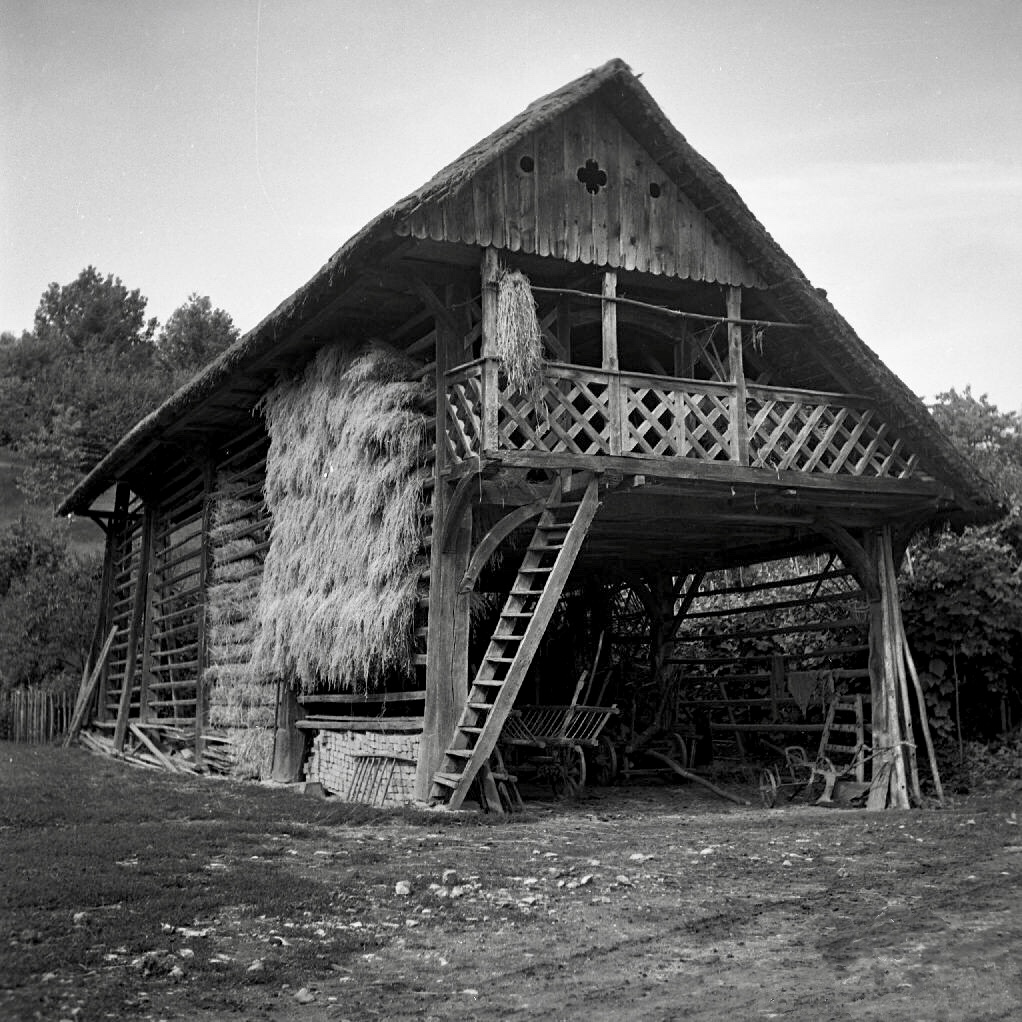
Oude wagenschuur